# NGC 1520
NGC 1520 est un groupe d'étoiles situées dans la constellation de la Table. 
L'astronome britannique John Herschel a enregistré la position de ces étoiles le 8 novembre 1836.